# Dekel Keinan
Dekel Keinan (en hébreu : דֶקֶל קֵינַן) est un footballeur international israélien, né le 15 septembre 1984 à Rosh HaNikra, un kibboutz de 750 habitants en Israël. Il évolue au poste de défenseur à Lights de Las Vegas, en USL Championship.

## Biographie
Ayant grandi dans un kibboutz israélien du nom de Rosh HaNikra, près de la frontière du Liban, Dekel Keinan travaille à la culture de bananes et d'avocats et à l'élevage de vaches et de dindes. Ses premières années sont marquées par la guerre du Liban et le jeune Keinan voit de temps à autre des roquettes dans le ciel au-dessus de Rosh HaNikra. 

### Maccabi Haifa
À Haifa, il découvre le football professionnel. Il connaît sa première titularisation lors de la saison 2002-2003. Lors de cette première saison, il joue sept matchs. Ses débuts en Coupe d'Europe ont lieu le 6 novembre 2003. Ce jour-là, le Maccabi Haifa accueille le club espagnol de Valence et obtient un résultat nul (0-0).
La saison suivante, il est prêté au Hapoël Bnei Sakhnin qui évolue aussi en première division israélienne. Il joue 23 matchs de championnat et inscrit 3 buts. La saison suivante (2005-2006), il est à nouveau prêté à un club de première division, le Maccabi Netanya. 21 matchs et 2 buts plus tard, il retrouve son équipe formatrice du Maccabi Haifa pour laquelle il joue désormais le rôle d'un titulaire à part entière. C'est ainsi que, sur les quatre saisons qu'il passe encore à Haifa, il joue 125 matchs en défense.
Le 9 août 2006, le Maccabi Haifa affronte Liverpool, à Anfield, en tour préliminaire de Champions League et perd 1-2. Keinan joue toute la partie. C'est ce jour qu'il tombe amoureux du football anglais, déclare-t-il quelques années plus tard, en 2011.

### Blackpool
Malgré l'intérêt de clubs européens, comme le RSC Anderlecht, à l'été 2010, Keinan découvre le championnat anglais dans l'équipe de Blackpool en signant un contrat d'une année avec une option de 12 mois supplémentaires. Il connaît toutefois des débuts très laborieux, avec un premier match joué contre Arsenal et perdu 0-6, un score qui entame la confiance de l'entraîneur Ian Holloway vis-à-vis de sa recrue. Du coup, les mois qui suivent voient Keinan relégué au rang de remplaçant, n'étant titularisé que trois fois en championnat. Ce manque de temps de jeu l'incite à accepter une offre venue du club de Championship de Cardiff City.

### Cardiff City
Le 21 janvier 2011, il intègre l'équipe galloise de Cardiff City pour un montant non révélé, devenant le premier Israélien à jouer sous les couleurs des Bluebirds. Après sa mauvaise expérience vécue à Blackpool, Keinan souhaite prétendre à une place de titulaire dans l'effectif. Le jour de sa signature, il déclare : « Lors des derniers mois, je n'ai pas joué très souvent pour Blackpool et je crois juste que c'était le bon moment de venir à Cardiff City ».
Il fait ses débuts le 6 février 2011 à l'occasion du derby Swansea City-Cardiff City (victoire de Cardiff 0-1), jouant l'intégralité du match au poste de défenseur central et montrant sa capacité à supporter la pression. Ses compétences défensives sont remarquées. Dès ses premières titularisations en défense centrale, la défense de Cardiff, jusqu'alors le point faible de l'équipe, devient plus solide (lors de ses cinq premiers matchs avec Cardiff, trois se terminent sans but encaissé). Il est liberé du club à l'issue de la saison 2011-12

#### Prêts à Crystal Palace et Bristol City
En manque de temps de jeu à la suite de l'arrivée de Malcolm Mackay au poste d'entraîneur, Keinan est prêté deux mois à Crystal Palace le 22 novembre 2011. Le 22 mars 2012, il est prêté à Bristol City jusqu'à la fin de la saison.

## Palmarès

### Avec Maccabi Haïfa
- Championnat d'Israël
  - Vainqueur : 2004 et 2009
- Coupe de la Ligue d'Israël
  - Vainqueur : 2008
- Coupe d'Israël
  - Vainqueur : 2016

## Statistiques
| Saison    | Club                | Pays           | Championnat        | Coupes nationales | Coupes continentales | Sélection Israël |
| --------- | ------------------- | -------------- | ------------------ | ----------------- | -------------------- | ---------------- |
| 2002-2003 | Maccabi Haïfa       | Division 1     | 7 matchs           | -                 | -                    | -                |
| 2003-2004 | Maccabi Haïfa       | Division 1     | 13 matchs          | -                 | -                    | -                |
| 2004-2005 | Maccabi Haïfa       | Division 1     | 1 match            | -                 | -                    | -                |
| 2004-2005 | Hapoël Bnei Sakhnin | Division 1     | 23 matchs / 3 buts | -                 | -                    | -                |
| 2005-2006 | Maccabi Haïfa       | Division 1     | 1 match            | -                 | -                    | -                |
| 2005-2006 | Maccabi Netanya     | Division 1     | 21 matchs / 2 buts | -                 | -                    | -                |
| 2006-2007 | Maccabi Haïfa       | Division 1     | 28 matchs          | -                 | 3 matchs (C1+C3)     | 1 match          |
| 2007-2008 | Maccabi Haïfa       | Division 1     | 24 matchs / 2 buts | -                 | -                    | 2 matchs         |
| 2008-2009 | Maccabi Haïfa       | Division 1     | 28 matchs / 3 buts | -                 | -                    | 8 matchs         |
| 2009-2010 | Maccabi Haïfa       | Division 1     | 34 matchs / 1 but  | 11 matchs         | 6 matchs (C1)        | 4 matchs         |
| 2010-2011 | Blackpool           | Premier League | 6 matchs           | 2 matchs          | -                    | 3 matchs         |
| 2010-2011 | Cardiff City        | Championship   | 20 matchs / 2 buts | -                 | -                    | 2 matchs         |
| 2011-2012 | Cardiff City        | Championship   | 1 match            | 3 matchs          | -                    | 1 match          |
| 2011-2012 | Crystal Palace      | Championship   | 3 matchs           | -                 | -                    | -                |
| 2011-2012 | Bristol City        | Championship   | 1 match            | -                 | -                    | -                |
| 2012-2013 | Cardiff City        | Championship   | -                  | 1 match           | -                    | -                |

Dernière mise à jour le 14 août 2012